# ФК Беса
ФК Беса е футболен отбор от Северна Македония базиран в Добри дол (община Врабчище). Създаден е през 1976 година.
През сезон 2023/24 става шампион в Македонска втора лига и от следващия сезон играе в Македонска първа лига.
През сезон 2018/19 играе в областната лига на Гостивар и се обединява с ФК Чаклани.
Играе мачовете си на градския стадион в Гостивар.